# Kitty McHugh
Katherine McHugh (3 de octubre de 1902-3 de septiembre de 1954), conocida como Kitty McHugh, fue una actriz de estadounidense. 

## Carrera
McHugh es conocida por sus apariciones en los cortos de Los tres chiflados como Hoi Polloi, Listen, Judge y Gents in a Jam. Fue en este último en el que interpretó a la enfurecida casera de los Chiflados, la señora McGruder, que le da una bofetada al trío y un puñetazo al luchador Rocky Duggan (interpretado por Mickey Simpson).

## Vida personal
McHugh estuvo casada con el actor Ned Glass hasta el día de su muerte. Era la hermana de los actores Frank McHugh y Matt McHugh.
Katherine McHugh se suicidó el 3 de septiembre de 1954.

## Filmografía seleccionada
- Hoi Polloi (1935)
- The Longest Night (1936)
- Three Cheers for Love (1936)
- My Old Kentucky Home (1938)
- Listen, Judge (1952)
- Gents in a Jam (1952)